# هیوندای نکسو
هیوندای نکسو (انگلیسی: Hyundai Nexo)
یک خودروی هیدروژنی کراس اوور اس یووی است.این خودرو برای بار نخست در سال ۲۰۱۸ و در نمایشگاه بین‌المللی سی‌ئی‌اس و به عنوان جانشین خودروی هیوندای توسان اف‌سی‌ئی‌وی معرفی شد. نکسو لوکس‌ترین اس یووی هیوندای است. هیوندای قصد دارد تا سال ۲۰۲۵، تا ۱۸ خودروی الکتریکی به بازارهای جهانی عرضه کند و اعلام کرده‌است که هند منطقه ای کلیدی برای تمرکز این برند است.نکسو از پلت فرم هیوندای توسان اف‌سی‌ئی‌وی بهره می برد و از مزایای آن نیز بهره مند است.اما قدرت بیشتر و وزن کمتری نسبت به آن دارد.